# 拉塔阿
拉塔阿，是西班牙安达卢西亚自治区格拉纳达省的一个市镇。总面积26平方公里，2001年普查人口總數為781人，人口密度為每平方公里30人。